# Fundación-Orbea
Euskaltel-Euskadi (Kod UCI: EUS) – hiszpańska grupa kolarska z Kraju Basków, należąca do dywizji UCI Professional Continental Teams.
Grupa zaczęła rywalizację na poziomie zawodowym w sezonie 2018, dołączając do dywizji UCI Continental Teams. Od sezonu 2020 przeniosła się do dywizji UCI Professional Continental Teams. W lutym 2020 podpisała umowę sponsorską z firmą telekomunikacyjną Euskaltel, przyjmując nazwę Euskaltel-Euskadi, taką samą jaką nosiła inna baskijska grupa kolarska funkcjonująca w latach 1998–2013.

## Nazwa grupy w poszczególnych latach
| lata      | nazwa                 |
| --------- | --------------------- |
| 2008–2013 | Naturgas Energía      |
| 2014      | EDP Energía           |
| 2015–2017 | Fundación Euskadi-EDP |
| 2018–2019 | Fundación Euskadi     |
| 2020      | Fundación-Orbea       |
| od 2020   | Euskaltel-Euskadi     |

## Sezony

### 2023

#### Skład
| Skład drużyny 2023       | Skład drużyny 2023 | Skład drużyny 2023 | Skład drużyny 2023                     |
| Imię i nazwisko          | Data urodzenia     | Państwo            | Poprzednia grupa                       |
| ------------------------ | ------------------ | ------------------ | -------------------------------------- |
| Enekoitz Azparren        | 5 lutego 2002      | Hiszpania          | Laboral Kutxa-Fundación Euskadi (2022) |
| Xabier Azparren          | 25 lutego 1999     | Hiszpania          | Laboral Kutxa-Fundación Euskadi (2020) |
| Ibai Azurmendi           | 11 czerwca 1996    | Hiszpania          |                                        |
| Iker Ballarin            | 4 maja 1997        | Hiszpania          |                                        |
| Xabier Berasategi        | 8 kwietnia 2000    | Hiszpania          | Laboral Kutxa-Fundación Euskadi (2022) |
| Mikel Bizkarra           | 21 sierpnia 1989   | Hiszpania          | Euskadi Basque Country-Murias (2019)   |
| Joan Bou                 | 16 stycznia 1997   | Hiszpania          | Nippo-Vini Fantini-Faizanè (2019)      |
| Carlos Canal             | 28 czerwca 2001    | Hiszpania          | Burgos-BH (2021)                       |
| Unai Cuadrado            | 26 września 1997   | Hiszpania          | Ampo-Goierriko TB (2018)               |
| Asier Etxeberria         | 19 lipca 1998      | Hiszpania          | Laboral Kutxa-Fundación Euskadi (2021) |
| Peio Goikoetxea          | 14 lutego 1992     | Hiszpania          | Manzana Postobón (2016)                |
| Unai Iribar              | 12 czerwca 1999    | Hiszpania          | Laboral Kutxa-Fundación Euskadi (2021) |
| Xabier Isasa             | 24 sierpnia 2001   | Hiszpania          |                                        |
| Mikel Iturria            | 16 marca 1992      | Hiszpania          | Euskadi Basque Country-Murias (2019)   |
| Txomin Juaristi          | 20 lipca 1995      | Hiszpania          | Café Baqué-Conservas Campos (2017)     |
| Juan José Lobato         | 30 grudnia 1988    | Hiszpania          | Nippo-Vini Fantini-Faizanè (2019)      |
| Andoni López de Abetxuko | 3 sierpnia 1999    | Hiszpania          | Caja Rural-Seguros RGA (2022)          |
| Gotzon Martín            | 15 lutego 1996     | Hiszpania          |                                        |
| Luis Ángel Maté          | 23 marca 1984      | Hiszpania          | Cofidis (2020)                         |
| Antonio Jesús Soto       | 22 września 1994   | Hiszpania          | Lizarte (2018)                         |
|                          |                    |                    |                                        |
| Źródło: ProCyclingStats  |                    |                    |                                        |

#### Zwycięstwa
| Zwycięstwa | Zwycięstwa                 | Zwycięstwa | Zwycięstwa | Zwycięstwa      | Zwycięstwa |
| Data       | Wyścig                     | Państwo    | Kategoria  | Zwycięzca       |            |
| ---------- | -------------------------- | ---------- | ---------- | --------------- | ---------- |
| 15 sie     | Volta a Portugal, 6. etap  | Portugalia | 2.1        | Luis Ángel Maté |            |
| 20 sie     | Volta a Portugal, 10. etap | Portugalia | 2.1        | Txomin Juaristi |            |

### 2022

#### Skład
| Skład drużyny 2022      | Skład drużyny 2022 | Skład drużyny 2022 | Skład drużyny 2022                     |
| Imię i nazwisko         | Data urodzenia     | Państwo            | Poprzednia grupa                       |
| ----------------------- | ------------------ | ------------------ | -------------------------------------- |
| Antonio Angulo          | 18 sierpnia 1992   | Hiszpania          | Efapel (2019)                          |
| Mikel Aristi            | 28 maja 1993       | Hiszpania          | Euskadi Basque Country-Murias (2019)   |
| Xabier Azparren         | 25 lutego 1999     | Hiszpania          | Laboral Kutxa-Fundación Euskadi (2020) |
| Ibai Azurmendi          | 11 czerwca 1996    | Hiszpania          |                                        |
| Iker Ballarin           | 4 maja 1997        | Hiszpania          |                                        |
| Mikel Bizkarra          | 21 sierpnia 1989   | Hiszpania          | Euskadi Basque Country-Murias (2019)   |
| Joan Bou                | 16 stycznia 1997   | Hiszpania          | Nippo-Vini Fantini-Faizanè (2019)      |
| Carlos Canal            | 28 czerwca 2001    | Hiszpania          | Burgos-BH (2021)                       |
| Unai Cuadrado           | 26 września 1997   | Hiszpania          | Ampo-Goierriko TB (2018)               |
| Asier Etxeberria        | 19 lipca 1998      | Hiszpania          | Laboral Kutxa-Fundación Euskadi (2021) |
| Peio Goikoetxea         | 14 lutego 1992     | Hiszpania          | Manzana Postobón (2016)                |
| Unai Iribar             | 12 czerwca 1999    | Hiszpania          | Laboral Kutxa-Fundación Euskadi (2021) |
| Julen Irizar            | 26 marca 1995      | Hiszpania          | Euskadi Basque Country-Murias (2019)   |
| Xavier Isasa            | 2 czerwca 1966     | Hiszpania          |                                        |
| Mikel Iturria           | 16 marca 1992      | Hiszpania          | Euskadi Basque Country-Murias (2019)   |
| Txomin Juaristi         | 20 lipca 1995      | Hiszpania          | Café Baqué-Conservas Campos (2017)     |
| Juan José Lobato        | 30 grudnia 1988    | Hiszpania          | Nippo-Vini Fantini-Faizanè (2019)      |
| Gotzon Martín           | 15 lutego 1996     | Hiszpania          |                                        |
| Luis Ángel Maté         | 23 marca 1984      | Hiszpania          | Cofidis (2020)                         |
| Antonio Jesús Soto      | 22 września 1994   | Hiszpania          | Lizarte (2018)                         |
|                         |                    |                    |                                        |
| Źródło: ProCyclingStats |                    |                    |                                        |

#### Zwycięstwa
| Zwycięstwa | Zwycięstwa | Zwycięstwa | Zwycięstwa | Zwycięstwa | Zwycięstwa |
| Data       | Wyścig     | Państwo    | Kategoria  | Zwycięzca  |            |
| ---------- | ---------- | ---------- | ---------- | ---------- | ---------- |

### 2021

#### Skład
| Skład drużyny 2021      | Skład drużyny 2021 | Skład drużyny 2021 | Skład drużyny 2021                     |
| Imię i nazwisko         | Data urodzenia     | Państwo            | Poprzednia grupa                       |
| ----------------------- | ------------------ | ------------------ | -------------------------------------- |
| Mikel Alonso Flores     | 23 września 1996   | Hiszpania          |                                        |
| Antonio Angulo          | 18 sierpnia 1992   | Hiszpania          | Efapel (2019)                          |
| Jokin Aranburu          | 14 lutego 1997     | Hiszpania          |                                        |
| Mikel Aristi            | 28 maja 1993       | Hiszpania          | Euskadi Basque Country-Murias (2019)   |
| Xabier Azparren         | 25 lutego 1999     | Hiszpania          | Laboral Kutxa-Fundación Euskadi (2020) |
| Ibai Azurmendi          | 11 czerwca 1996    | Hiszpania          |                                        |
| Iker Ballarin           | 4 maja 1997        | Hiszpania          |                                        |
| Mikel Bizkarra          | 21 sierpnia 1989   | Hiszpania          | Euskadi Basque Country-Murias (2019)   |
| Joan Bou                | 16 stycznia 1997   | Hiszpania          | Nippo-Vini Fantini-Faizanè (2019)      |
| Garikoitz Bravo         | 31 lipca 1989      | Hiszpania          | Euskadi Basque Country-Murias (2019)   |
| Unai Cuadrado           | 26 września 1997   | Hiszpania          | Ampo-Goierriko TB (2018)               |
| Peio Goikoetxea         | 14 lutego 1992     | Hiszpania          | Manzana Postobón (2016)                |
| Julen Irizar            | 26 marca 1995      | Hiszpania          | Euskadi Basque Country-Murias (2019)   |
| Mikel Iturria           | 16 marca 1992      | Hiszpania          | Euskadi Basque Country-Murias (2019)   |
| Txomin Juaristi         | 20 lipca 1995      | Hiszpania          | Café Baqué-Conservas Campos (2017)     |
| Juan José Lobato        | 30 grudnia 1988    | Hiszpania          | Nippo-Vini Fantini-Faizanè (2019)      |
| Gotzon Martín           | 15 lutego 1996     | Hiszpania          |                                        |
| Luis Ángel Maté         | 23 marca 1984      | Hiszpania          | Cofidis (2020)                         |
| Antonio Jesús Soto      | 22 września 1994   | Hiszpania          | Lizarte (2018)                         |
| Dmitrij Żygunow         | 10 lipca 1996      | Białoruś           |                                        |
|                         |                    |                    |                                        |
| Źródło: ProCyclingStats |                    |                    |                                        |

#### Zwycięstwa
| Zwycięstwa | Zwycięstwa                 | Zwycięstwa | Zwycięstwa | Zwycięstwa         | Zwycięstwa |
| Data       | Wyścig                     | Państwo    | Kategoria  | Zwycięzca          |            |
| ---------- | -------------------------- | ---------- | ---------- | ------------------ | ---------- |
| 23 maj     | Vuelta a Murcia            | Hiszpania  | 1.1        | Antonio Jesús Soto |            |
| 23 cze     | Volta ao Alentejo, 1. etap | Portugalia | 2.2        | Juan José Lobato   |            |

### 2020

#### Skład
| Skład drużyny 2020      | Skład drużyny 2020 | Skład drużyny 2020 | Skład drużyny 2020                   |
| Imię i nazwisko         | Data urodzenia     | Państwo            | Poprzednia grupa                     |
| ----------------------- | ------------------ | ------------------ | ------------------------------------ |
| Mikel Alonso Flores     | 23 września 1996   | Hiszpania          |                                      |
| Antonio Angulo          | 18 sierpnia 1992   | Hiszpania          | Efapel (2019)                        |
| Jokin Aranburu          | 14 lutego 1997     | Hiszpania          |                                      |
| Mikel Aristi            | 28 maja 1993       | Hiszpania          | Euskadi Basque Country-Murias (2019) |
| Ibai Azurmendi          | 11 czerwca 1996    | Hiszpania          |                                      |
| Iker Ballarin           | 4 maja 1997        | Hiszpania          |                                      |
| Mikel Bizkarra          | 21 sierpnia 1989   | Hiszpania          | Euskadi Basque Country-Murias (2019) |
| Joan Bou                | 16 stycznia 1997   | Hiszpania          | Nippo-Vini Fantini-Faizanè (2019)    |
| Garikoitz Bravo         | 31 lipca 1989      | Hiszpania          | Euskadi Basque Country-Murias (2019) |
| Unai Cuadrado           | 26 września 1997   | Hiszpania          | Ampo-Goierriko TB (2018)             |
| Rubén Fernández         | 1 marca 1991       | Hiszpania          | Movistar Team (2019)                 |
| Peio Goikoetxea         | 14 lutego 1992     | Hiszpania          | Manzana Postobón (2016)              |
| Julen Irizar            | 26 marca 1995      | Hiszpania          | Euskadi Basque Country-Murias (2019) |
| Mikel Iturria           | 16 marca 1992      | Hiszpania          | Euskadi Basque Country-Murias (2019) |
| Txomin Juaristi         | 20 lipca 1995      | Hiszpania          | Café Baqué-Conservas Campos (2017)   |
| Juan José Lobato        | 30 grudnia 1988    | Hiszpania          | Nippo-Vini Fantini-Faizanè (2019)    |
| Diego López             | 9 grudnia 1997     | Hiszpania          |                                      |
| Gotzon Martín           | 15 lutego 1996     | Hiszpania          |                                      |
| Antonio Jesús Soto      | 22 września 1994   | Hiszpania          | Lizarte (2018)                       |
| Dmitrij Żygunow         | 10 lipca 1996      | Białoruś           |                                      |
|                         |                    |                    |                                      |
| Źródło: ProCyclingStats |                    |                    |                                      |

#### Zwycięstwa
| Zwycięstwa | Zwycięstwa | Zwycięstwa | Zwycięstwa | Zwycięstwa | Zwycięstwa |
| Data       | Wyścig     | Państwo    | Kategoria  | Zwycięzca  |            |
| ---------- | ---------- | ---------- | ---------- | ---------- | ---------- |

### 2019

#### Skład
| Skład drużyny 2019            | Skład drużyny 2019 | Skład drużyny 2019 | Skład drużyny 2019                 |
| Imię i nazwisko               | Data urodzenia     | Państwo            | Poprzednia grupa                   |
| ----------------------------- | ------------------ | ------------------ | ---------------------------------- |
| Mikel Alonso Flores           | 23 września 1996   | Hiszpania          |                                    |
| Sergio Higuita (1 sty–30 kwi) | 1 sierpnia 1997    | Kolumbia           | Manzana Postobón (2018)            |
| Ibai Azurmendi                | 11 czerwca 1996    | Hiszpania          |                                    |
| Unai Cuadrado                 | 26 września 1997   | Hiszpania          | Ampo-Goierriko TB (2018)           |
| Peio Goikoetxea               | 14 lutego 1992     | Hiszpania          | Manzana Postobón (2016)            |
| Txomin Juaristi               | 20 lipca 1995      | Hiszpania          | Café Baqué-Conservas Campos (2017) |
| Diego López                   | 9 grudnia 1997     | Hiszpania          |                                    |
| Gotzon Martín                 | 15 lutego 1996     | Hiszpania          |                                    |
| Antonio Jesús Soto            | 22 września 1994   | Hiszpania          | Lizarte (2018)                     |
| Dmitrij Żygunow               | 10 lipca 1996      | Białoruś           |                                    |
|                               |                    |                    |                                    |
| Źródło: ProCyclingStats       |                    |                    |                                    |

#### Zwycięstwa
| Zwycięstwa | Zwycięstwa                 | Zwycięstwa | Zwycięstwa | Zwycięstwa     | Zwycięstwa |
| Data       | Wyścig                     | Państwo    | Kategoria  | Zwycięzca      |            |
| ---------- | -------------------------- | ---------- | ---------- | -------------- | ---------- |
| 23 mar     | Volta ao Alentejo, 4. etap | Portugalia | 2.2        | Sergio Higuita |            |